# Cazorla
Cazorla è un comune spagnolo di 8 114 abitanti situato nella comunità autonoma dell'Andalusia.
Cazorla si trova ad un'altitudine di 836 metri sul versante occidentale della Sierra de Cazorla. È il punto di ingresso e base per escursioni nel Parco Naturale delle Sierras de Cazorla, Segura y Las Villas, una vasta area protetta con gole e foreste. Il Guadalquivir nasce nelle montagne a sud del paese e scorre nel territorio del comune.
È situato a 121 km da Jaén, a 205 km da Granada e a 71 km da Linares.
La città è costruita intorno a tre piazze principali, la Plaza de la Constitución, la Plaza de la Corredera (o de Huevo, "dell'uovo", per la sua forma), e la Plaza Santa Maria. Questa piazza l'ultima è la più antica ed è collegata alle altre due da strade strette e tortuose. Prende il nome dalla vecchia cattedrale che, danneggiata dalle inondazioni nel XVII secolo, fu poi bruciata dalle truppe francesi. Ora si trova in rovina. Sopra la piazza si trova un austero, ricostruito castello moresco torre detta La Yedra. Sempre più in alto sulla scarpata rocciosa si trovano le rovine di ancora un altro fortezza in rovina.
Un'escursione consigliata è al vicino villaggio di La Iruela, che ha una fortezza moresca in rovina appollaiata su un picco di roccia scoraggiante. Un certo numero di battaglie sono state combattute qui durante la Reconquista fino a quando don Rodrigo Jimenez de Rada, arcivescovo di Toledo la riconquistò nel 1231 e ne fece la sede del suo arcivescovado.
La sua struttura primitiva è relativamente intatta. Le difese principali consistono in una torre principale fatiscente e due involucri separati, con alcuni dei suoi bastioni ancora intatti, collegati da una cortina muraria. Queste mura proteggono anche il monastero, i cui resti sono ancora visibili nelle vicinanze.
La storia di Cazorla risale a più di duemila anni. Sotto i Romani la città aveva il nome di Carcacena. Non solo c'erano significativi insediamenti iberi e romani qui, ma questa era anche la sede di uno dei vescovadi della prima Spagna paleocristiana. Sotto i Mori era una roccaforte strategica e una delle decine di fortezze e torri di guardia delle montagne. Presa dopo un'aspra lotta nel 1235, durante la Reconquista, la città poi servì da avamposto per le truppe cristiane.
Oggi Cazorla è fortemente dipendente dal turismo e ospita eventi come il Cazorla Blues Festival ogni anno a luglio. Vi è anche la produzione di alta qualità dell'olio d'oliva con un terzo del territorio comunale piantato di ulivi. Sierra de Cazorla è la Denominazione di Origine per questo l'olio d'oliva. La città celebra la sua fiera annuale a metà settembre.
Le notti invernali possono essere fredde per altitudine, ma la neve non è frequente. Le estati sono più fresche rispetto alla bassa pianura a ovest e la città si riempie di turisti durante i mesi estivi.